# Amaurobius antipovae
Amaurobius antipovae är en spindelart som beskrevs av Yuri M. Marusik och Mykola M. Kovblyuk 2004. Amaurobius antipovae ingår i släktet Amaurobius och familjen mörkerspindlar. Inga underarter finns listade i Catalogue of Life.